# Christian Friis Bach
Pour les articles homonymes, voir Bach (homonymie).
Christian Friis Bach, né le 29 avril 1966 à Rødovre (Danemark), est un homme politique danois, membre du Parti social-libéral, puis de Venstre. Il est ministre de la Coopération pour le développement entre 2011 et 2013.

## Biographie
Christian Friis Bach fait ses études à l'université royale vétérinaire et agricole, où il obtient une maîtrise en sciences agricoles en 1992, puis un doctorat en économie internationale en 1996. Il obtient en parallèle en 1991 un diplôme complémentaire en journalisme à l'école de journalisme du Danemark.
Après ses études, il devient professeur d'économie internationale et d'économie du développement, à l'université royale vétérinaire et agricole et à l'université de Copenhague. En parallèle, il est le chef international de l'ONG humanitaire danoise DanChurchAid de 2005 à 2010. À partir de 2010, il est pendant quelques mois le conseiller spécial de la commissaire européenne danoise Connie Hedegaard.
Il est candidat pour le Parti social-libéral aux élections législatives de 2005 et de 2007, deux scrutins où il n'est pas élu, mais devient premier suppléant pour son parti dans sa circonscription,. À ce titre, il siège quelques jours à titre intérimaire au Folketing à l'automne 2005.
Il est finalement élu député lors des élections législatives du 15 septembre 2011. Le 3 octobre, il devient ministre de la Coopération pour le développement dans le gouvernement formé par la sociale-démocrate Helle Thorning-Schmidt après le scrutin. Il annonce sa démission du gouvernement le 21 novembre 2013.
Après la formation d'un nouveau gouvernement le 3 février 2014, il devient le président du groupe parlementaire du Parti social-libéral. En juillet, il quitte le Folketing après sa nomination à la tête de la Commission économique pour l'Europe des Nations unies par Ban Ki-Moon.
En novembre 2017, il devient le secrétaire général de l'ONG humanitaire Danish Refugee Council. Le 24 avril 2019, il est renvoyé de son poste par le comité exécutif de l'organisation.
À partir de novembre 2019, il anime un magazine sur la politique étrangère sur Radio4, une nouvelle chaîne de radio. Il quitte ce rôle l'année suivante.
En mars 2021, il est de nouveau investi candidat aux élections législatives par le Parti social-libéral, cette fois-ci dans le Jutland du Nord. Il est élu au Folketing lors du scrutin du 1er novembre 2022, malgré le net recul du parti.
En août 2024, il annonce quitter le Parti social-libéral et rejoindre Venstre. Le mois suivant, il devient le porte-parole de son nouveau groupe sur les questions sociales, européennes et de handicap. En décembre, il est investi comme candidat aux élections législatives pour Venstre, cette fois-ci dans la Seeland.
En avril 2025, il devient président de l’Udenrigspolitisk Nævn, une commission parlementaire spéciale établie par la Constitution danoise et chargée d’être consultée par le gouvernement sur les questions de politique étrangère, après que le président sortant Michael Aastrup Jensen ait annoncé son départ du Parlement.